# Romana Hejdová
Romana Hejdová (Brno, 9 maggio 1988) è un'ex cestista ceca.
Alta 182 cm, giocava come ala.

## Carriera
Con la Rep. Ceca ha disputato i Giochi olimpici di Pechino 2008, i Campionati mondiali del 2014 e sei edizioni dei Campionati europei (2007, 2011, 2013, 2015, 2019, 2021).